# Capi di governo delle Bahamas
Di seguito la lista dei capi di governo delle Bahamas a partire dal 1955.

## Lista

### Chief Minister
| Immagine | Nominativo                | Durata della carica |
| -------- | ------------------------- | ------------------- |
|          | Roland Theodore Symonette | 1955 – 1964         |

### Premiers
| Immagine | Nominativo                | Durata della carica |
| -------- | ------------------------- | ------------------- |
|          | Roland Theodore Symonette | 1964 - 1967         |
|          | Lynden Pindling           | 1967 - 1969         |

### Primo ministro del Commonwealth delle Isole Bahama
| Immagine | Nominativo      | Durata della carica |
| -------- | --------------- | ------------------- |
|          | Lynden Pindling | 1969 – 1973         |

### Primi ministri del Commonwealth delle Bahamas
| Immagine | Nominativo      | Durata della carica |
| -------- | --------------- | ------------------- |
|          | Lynden Pindling | 1973 - 1992         |
|          | Hubert Ingraham | 1992 - 2002         |
|          | Perry Christie  | 2002 - 2007         |
|          | Hubert Ingraham | 2007 - 2012         |
|          | Perry Christie  | 2012 - 2017         |
|          | Hubert Minnis   | 2017 - 2021         |
|          | Philip Davis    | 2021 - in carica    |